# Decharge
Decharge (från franskans décharge - avlastning av börda) avser juridisk ansvarsfrihet: att man blir befriad från ansvar för det sätt man fullgjort ett uppdrag eller skött en angelägenhet.
Dechargebegreppet återfinns numera främst inom regeringars och myndigheters ansvarsområden, men också ännu i vissa mer officiella ansvarsroller, som till exempel förvaltarens.
Oftast är decharge kopplat till att en speciell revision sker av verksamheten, som redovisar som grund för att ge decharge.
Speciellt används begreppet också när en regering skall ges ansvarsfrihet av ett parlament. 
I större föreningar, riksförbund och liknande kan det finnas ett dechargeutskott, som har till uppgift att granska såväl ekonomi som verksamhet. 